# 독일의 무종교

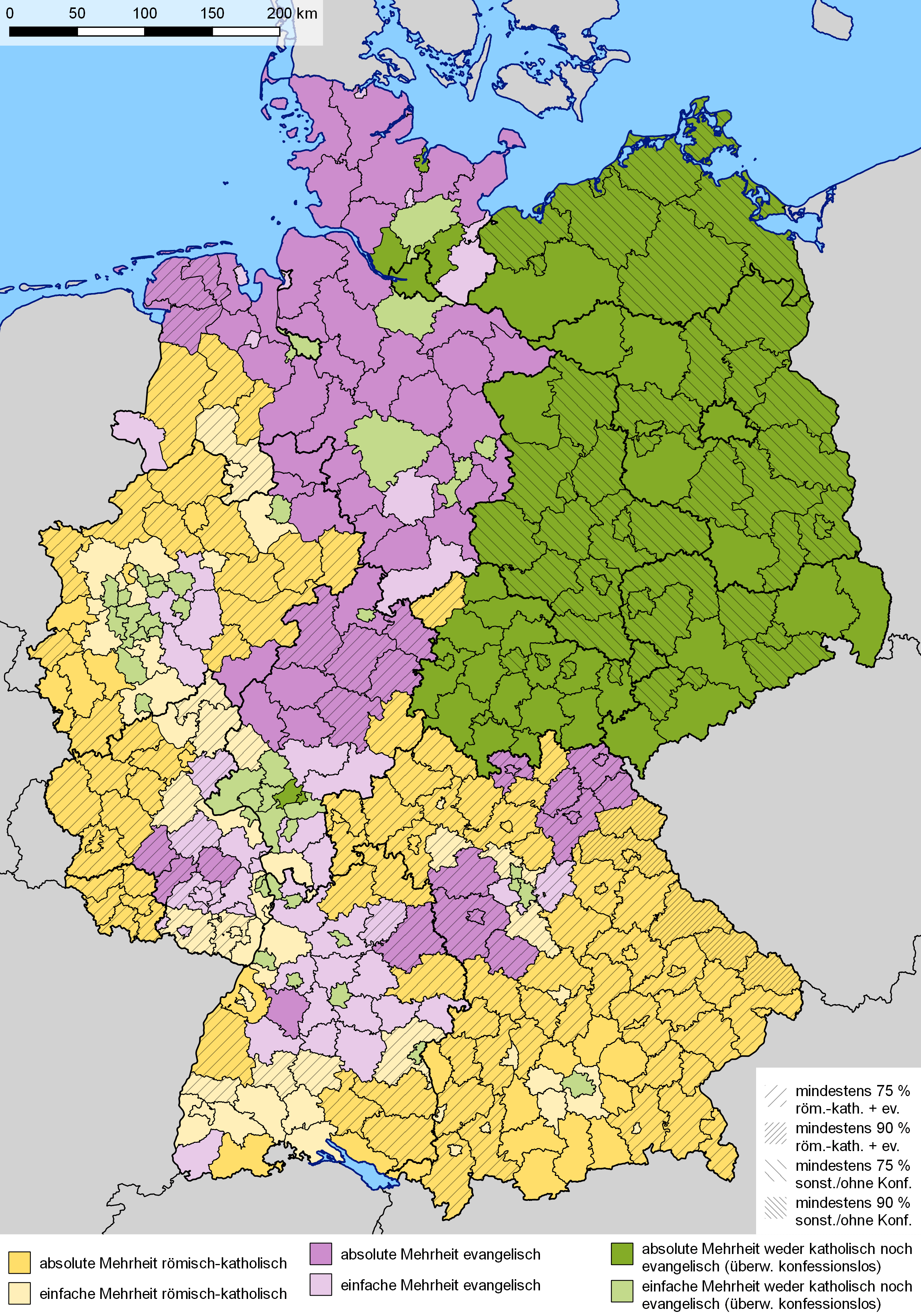
2011년 조사, 각 지역에서 가장 많은 수를 차지하는 종교적 세계관 지도.
어두움: 절대다수(>50%)
밝음: 상대적 다수(33.3 – 50%)

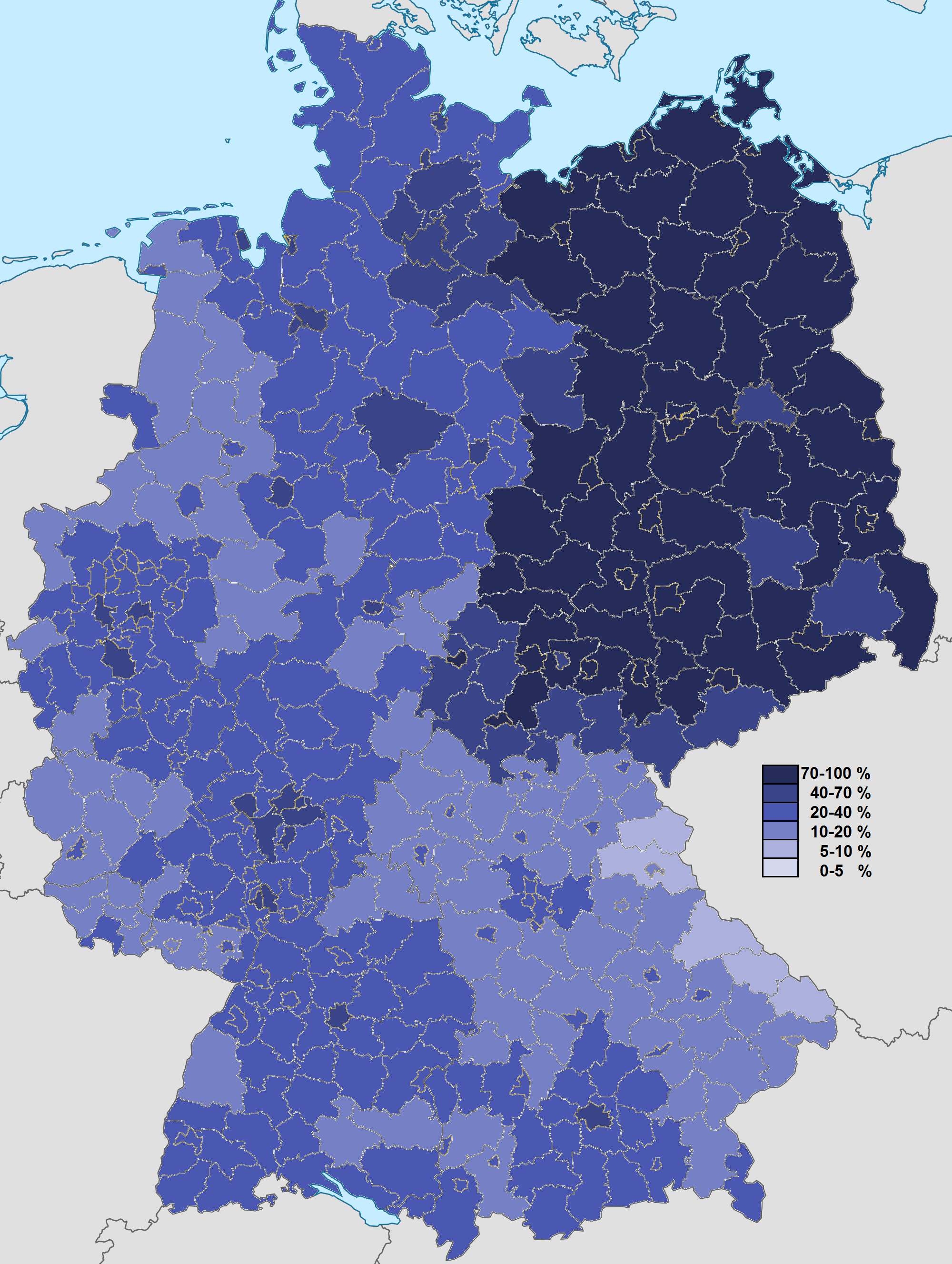
2011년 조사에 따른 무신론자 인구 지도.

독일에서 무종교 인구는 상당히 널리 퍼져 있다. 유럽에서 기독교가 보편적으로 받아들여지던 시기 독일은 자유사상과 인문주의 사상의 중심지였으며, 이러한 사상들은 후에 계몽주의 시대를 여는 데에 큰 영향을 끼쳤다. 이후 독일의 종교는 제2차 세계 대전 시기 나치 독일과 냉전 시기 사회주의 정권의 지배를 받던 동독 시기의 두 차례의 탄압으로 약화되었다. 대부분의 다른 지역의 유럽 사회와 마찬가지로, 독일은 이후 수십 년 동안 세속화 기간을 거쳤다. 오늘날 독일의 기독교는 서부 지역에서는 널리 퍼져 있지만, 동부 지역에서는 종교를 믿는 사람들이 상대적으로 적다.
2021년 기준으로 독일인의 약 42%는 비종교적이며, 구 동독에는 비종교적인 시민의 집중도가 훨씬 높습니다. 공산주의 통치를 받던 동독은 세계에서 단연 종교가 가장 적은 지역이다.

## 같이 보기
- 독일의 종교
- 독일의 인구